# Šatrijos Ragana

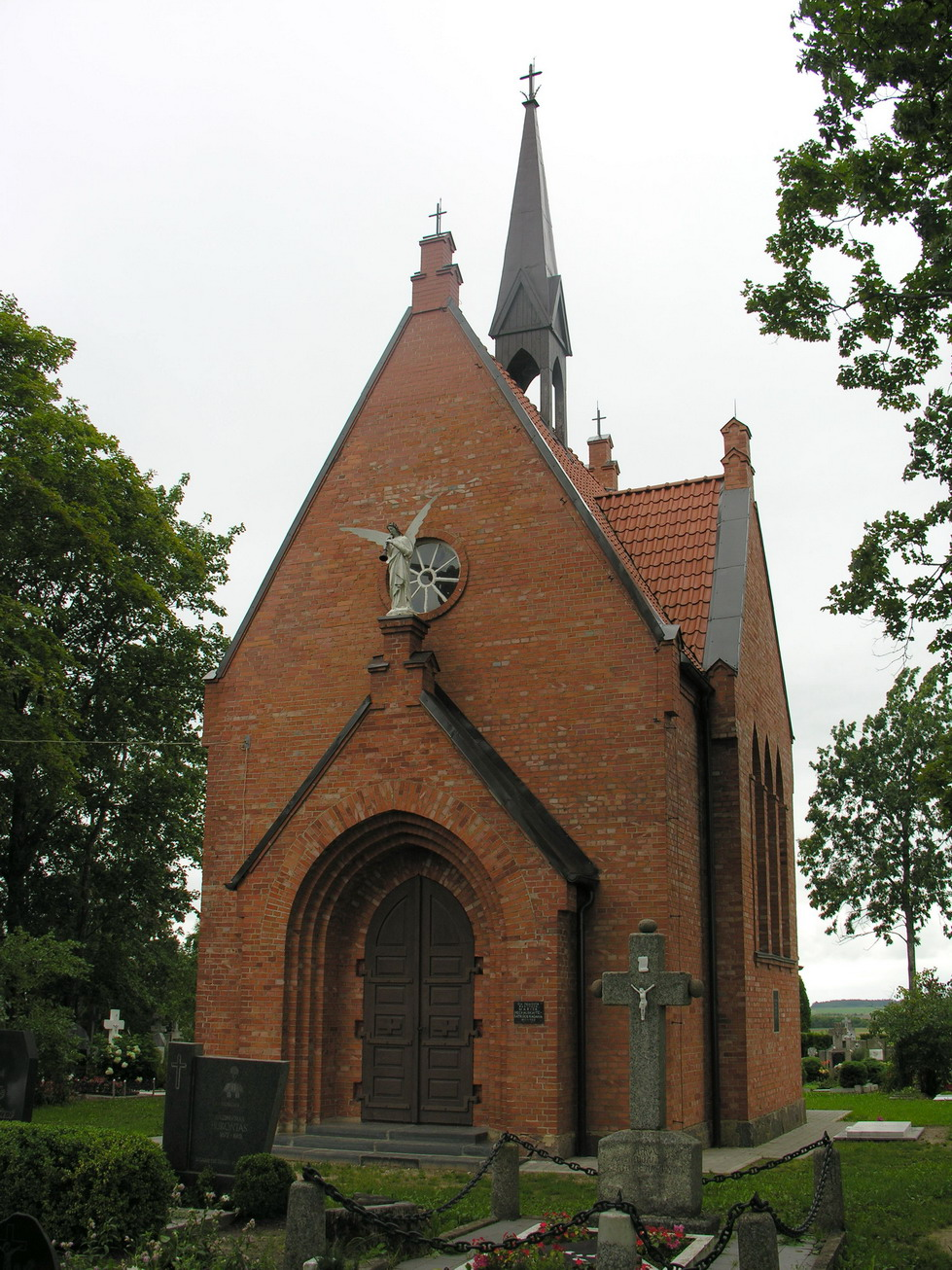
Grobowiec Mariji Pečkauskaitė w Židikai w rejonie możejskim (projekt architekta Jonasa Mulokasa)

Šatrijos Ragana, właśc. Marija Pečkauskaitė (pol. Maria Pieczkowska, ur. 8 marca 1877 w Medingėnai, zm. 24 lipca 1930 w Żydykach – litewska pisarka, tłumaczka i pedagożka.

## Życiorys

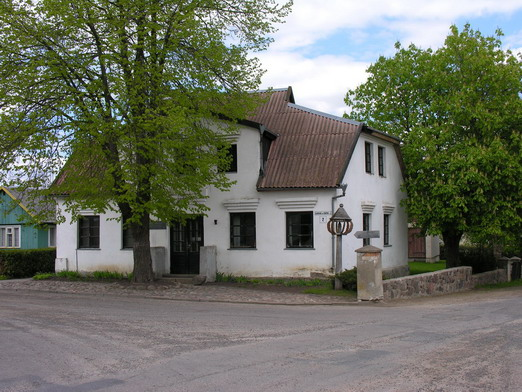
Muzeum pamięci pisarki w Židikai

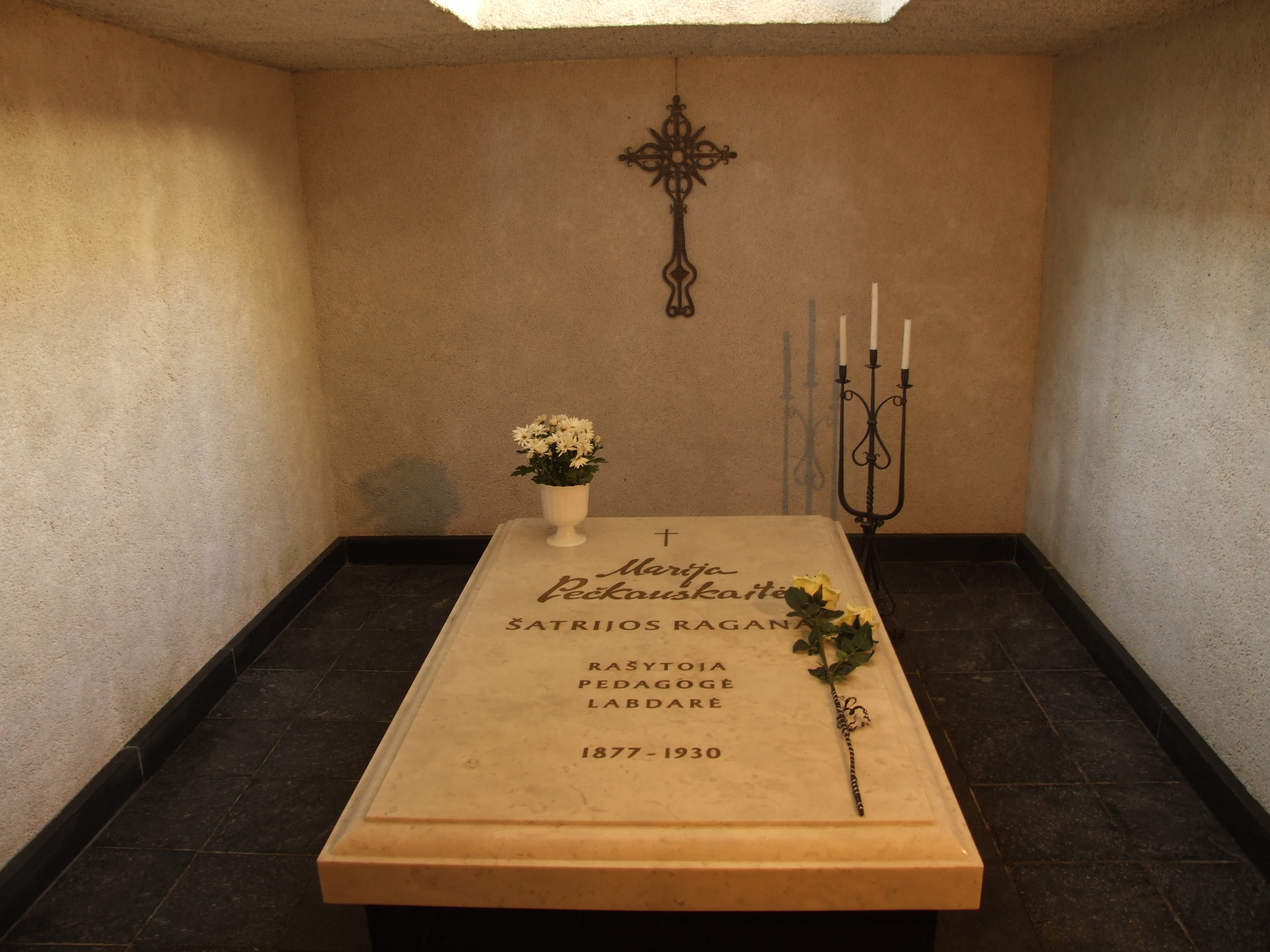
Mogiła Pečkauskaitė w grobowcu kaplicy w Židikai.

Maria Pieczkowska (Marija Pečkauskaitė) przyszła na świat w Medyngianach na Żmudzi (lit. Medingėnai), rodzinnym majątku matki. Do dziesiątego roku życia wychowywała się w Łabunowie (lit. Labūnava, rejon kielmski). Rodzice, Onufry (Anupras) i Stanisława (z domu Szukszta) należeli do wykształconej polskiej szlachty. W rodzinnym majątku ojca pisarki znajdowała się pokaźna biblioteka, dom matki (stara siedziba rodowa Szuksztów) był z kolei wypełniony dziełami sztuki. Maria była najstarszym dzieckiem, miała siostrę Zofię (Sofija) oraz braci Stefana (Steponas) i Wincentego (Vincas).  Rodzina pielęgnowała tradycje szlacheckie, a w domu rozmawiało się głównie po polsku. 
Z pomocą nauczycieli domowych, Józefa Sumoroka oraz Cecylii Sądeckiej, w 1891 r. Maria rozpoczęła przygotowania do egzaminów wstępnych do Gimnazjum św. Katarzyny w Petersburgu.  W 1892 r. zdała egzaminy do trzeciej klasy, niestety, wilgotny petersburski klimat sprawił, że po 6 miesiącach nauki ze względów zdrowotnych musiała wrócić do domu, gdzie kontynuowała naukę z prywatnymi nauczycielami. 
Jeszcze w 1891 r. Maria poznała Povilasa Višinskisa, działacza społecznego zaangażowanego w odradzający się litewski ruch narodowy, który pomagał przygotować się do gimnazjum jej bratu, Stefanowi. Zachęcona przez Višinskisa do propagowania kultury litewskiej Maria entuzjastycznie podchodziła do nauki języka litewskiego i chętnie się nim posługiwała. 
Późną jesienią 1894 r. do Użwent (lit. Užvenčiai), gdzie w tym czasie mieszkali Pieczkowscy, przybył młody ksiądz Kazimierz Bukont (Kazimieras Bukantas). Rodziny Pieczkowskich oraz Bukontów znały się od bardzo dawna, a dzięki przybyciu Kazimierza, przyjaźń została odnowiona. Dla Marii spotkanie to było bardzo znaczące – Kazimierz to jej pierwsza miłość, której wspomnienie zachowała w swoim sercu do końca życia.
Maria debiutowała po polsku, ale zachęcona przez Povilasa Višinskisa od 1896 r. zaczęła publikować opowiadania w języku litewskim – były to przeważnie obrazy z życia wsi, w których wywyższane były cnoty moralne, a potępiane cechy nieprzystające do wzniosłej idei szlachetnego człowieczeństwa.
W 1896 r. Maria wyjechała do Warszawy, gdzie ukończyła kurs pszczelarstwa. Nowo zdobyte umiejętności przydały jej się później w rodzinnym majątku w Żydykach (lit. Židikai). W 1898 r. zmarł ojciec Marii i rodzina pozostała bez środków do życia. Rodzinny dwór został oddany bankowi pod zastaw. O tym smutnym okresie pisarka opowiada następująco:  „Ogólnie rzecz biorąc, cała nasza rodzina kompletnie nie miała zmysłu praktycznego. Kwestie materialne były dla nas czymś odległym oraz wstrętnym”. Maria zaczęła więc uczyć dzieci w sąsiednich dworach, pozostałe rodzeństwo również podejmowało prace dorywcze. 
W latach 1905–1907 Maria przebywała w Szwajcarii, gdzie uczestniczyła w zajęciach z etyki oraz pedagogiki na uniwersytetach w Zurychu oraz Fryburgu. Tam też zafascynowała się wykładami F. W. Foerstera, specjalizującego się w tematach związanych z edukacją młodzieży, którego prace potem przetłumaczyła na język litewski (wydane w 1912 r.).
W 1907 r. pisarka przeprowadziła się do dworu w Powondeniach (Pavandenė, okręg telszański), w którym była nauczycielką dziewięciorga dzieci polskojęzycznej szlachty.  Jedną z jej uczennic była Gabriela Sakiel (Gabrielė Sakelytė), która dzięki nowej nauczycielce zmieniła swój sposób myślenia, a ich przyjaźń trwała całe życie. Gabriela została lekarką i starała się być podobna do swojej nauczycielki – dystrybuowała litewskie książki, udzielała się charytatywnie, a także opiekowała się pisarką przed jej śmiercią w 1930. Zapał Sakielówny umocnił pedagogiczną pasję Marii i utwierdził ją w wyborze drogi.
W 1909 r. pisarka otrzymała propozycję objęcia stanowiska nauczycielki w żeńskim progimnazjum „Žiburys” w Mariampolu. W tamtym czasie szkołą kierował ksiądz Motiejus Gustaitis, kiedy jednak zdał sobie sprawę z umiejętności i zaangażowania Pieczkowskiej, powierzył jej kierowanie progimnazjum.
Wraz z wybuchem I wojny światowej i zbliżającym się frontem progimnazjum zostało przeniesione do Trok, a w maju 1915 r. ewakuowane do Woroneża. Maria z powodu złego stanu zdrowia nie zdecydowała się na ewakuację – wróciła do Żydyk. W tym samym roku przeniosła się tam jej matka oraz siostra Zofia, a także ksiądz Bukont. Dzięki wsparciu finansowemu Bukonta Maria mogła poświęcić się działalności literackiej.
W ostatnich latach życia wróciła jednak do swojej największej miłości – pedagogiki. Walcząc z chorobą, wciąż angażowała się w działania filantropijne i edukacyjne, odbyła też podróż do Rygi. W tym czasie napisała swoją najważniejszą pracę pedagogiczną: „Motina- auklėtoja” (pol. Matka – wychowawca).
W 1928 r. otrzymała doktorat honoris causa Uniwersytetu Witolda Wielkiego w Kownie za zasługi na polu pedagogiki.
W związku z progresem choroby pisarka ostatnie 6 tygodni życia spędziła w szpitalu wojskowym w Kownie. Zmarła 24 lipca 1930 r.  Pochowana została na cmentarzu w Żydykach. Podczas pogrzebu ksiądz sprawujący mszę, a zarazem jej spowiednik, miał wypowiedzieć słowa: „Dzisiaj pochowaliśmy tu świętą…”

### Pseudonim
Przyjaciel pisarki Povilas Višinskis nazywał Marię czarownicą (lit. ragana) ze względu na jej ciemne włosy oraz duże czarne oczy. Podczas jednej ze wspólnych wycieczek na górę Šatrija pojawił się pomysł na przydomek Šatrijos Ragana (Czarownica z góry Šatrija), który stał się oficjalnym pseudonimem literackim autorki.

## Twórczość

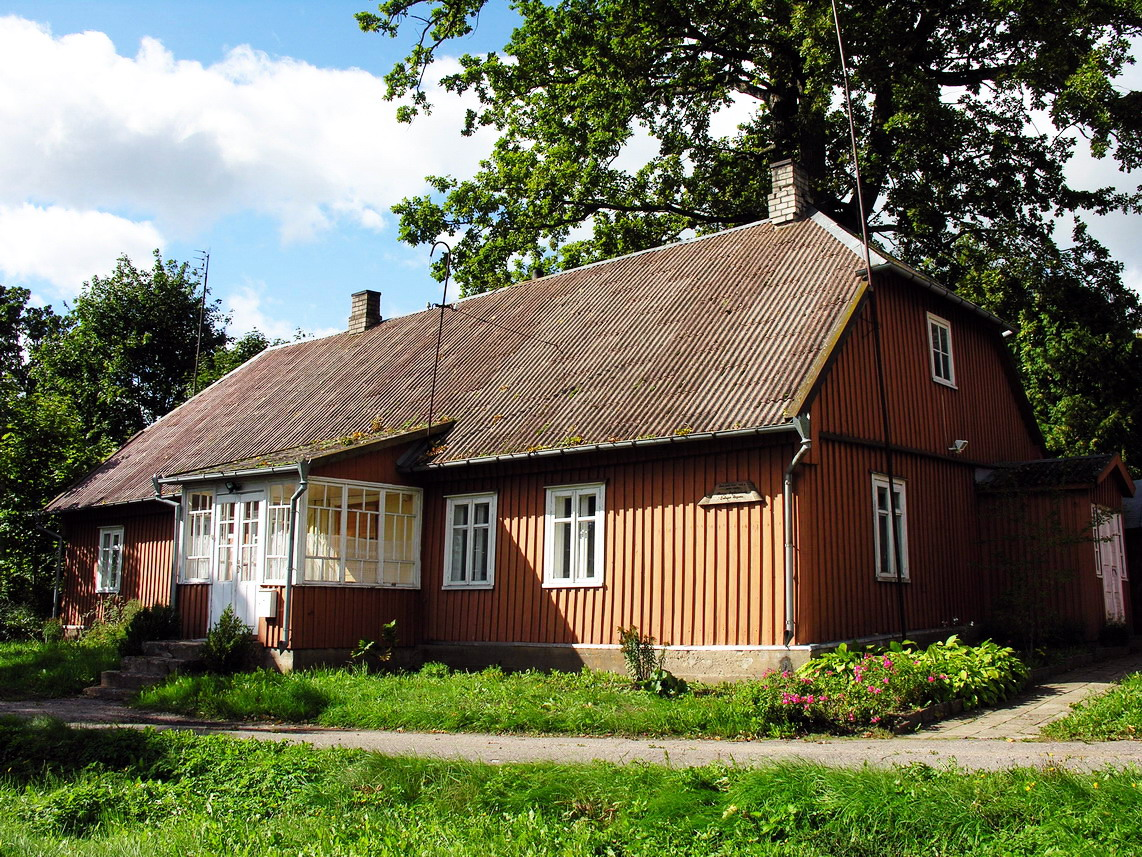
Dom, w którym od 1915 roku do śmierci mieszkała Marija Pečkauskaitė.

Šatrijos Ragana jest jedną z najważniejszych litewskich autorek początku XX wieku. Jej prozę zalicza się do nurtu realizmu psychologicznego, wskazuje się w niej na elementy neoromantyzmu i symbolizmu. Najwybitniejszym i najbardziej nowatorskim utworem pisarki jest nowela „Sename dvare” („W starym dworze”), oparta na obserwacjach życia w domu matki w Medyngianach i stanowiąca niejako swoistą kontynuację tradycji „Pana Tadeusza” A. Mickiewicza (określenie Brigity Speičytė), w którym autorka ukazuje schyłek kultury dworów. Na szczególną uwagę zasługuje też opowiadanie „Irkos tragedija” („Tragedia Irki”), stanowiące studium psychologii dziecka próbującego uporać się z rozstaniem rodziców.
Maria Pieczkowska przełożyła też na język litewski utwory m.in. Henryka Sienkiewicza i Bolesława Prusa.

### Utwory
- Margi paveikslėliai (1896)
- Pirmas pabučiavimas (1898)
- Dėl ko tavęs čia nėra? (1898)
- Jau vakaruose užgeso saulėlydžiai (1900)
- Rudens dieną (1903)
- Viktutė (1903)
- Iš daktaro pasakojimų (1904)
- Atsiminimai apie broliuką Steponą (1939)
- Sulaukė (1906)
- Vincas Stonis (1906)
- Pertraukta idilija (1906)
- Nepasisekė Marytei (1906)
- Dėl tėvynės (1907)
- Adomienė (1908)
- Pančiai (1920)
- Sename dvare (1922)
- Irkos tragedija (1924)
- Mėlynoji mergelė (1925)
- Motina – auklėtoja (1926)

## Upamiętnienie
Šatrijos Ragana jest patronką gimnazjum w Użwentach (Užvenčiai). Od 1974 r. w domu, w którym mieszkała Maria Pieczkowska, znajduje się muzeum poświęcone jej twórczości.